# ヤコブ・ベアステ
ヤコブ・ベアステ（Jacob Bagersted、1987年3月25日 - ）は、デンマークのハンドボール選手。現在はドイツのSC Magdeburgでプレーしている。
若年にもかかわらず、彼はハンドボールデンマーク代表でプレーした。